# Jack y Ed Biddle

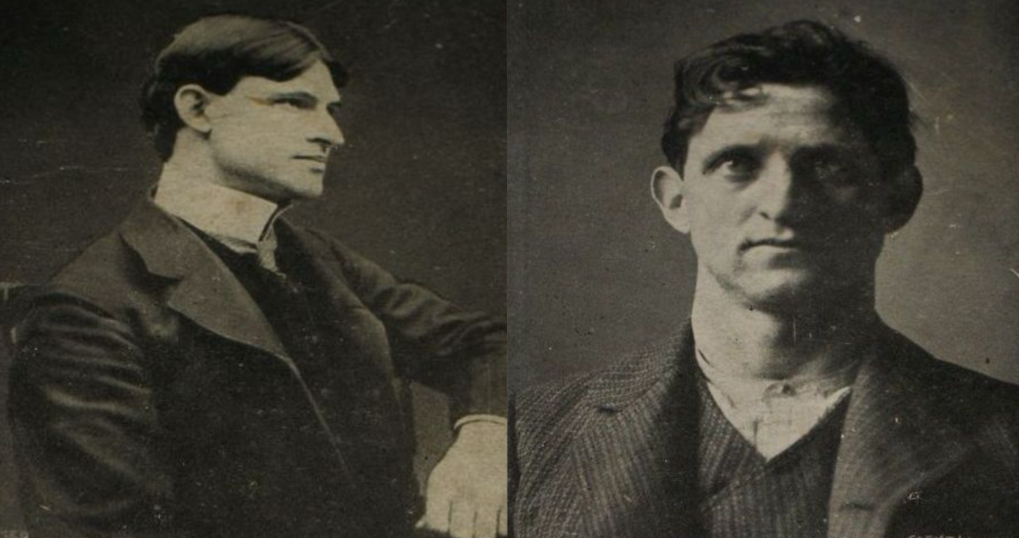
Ed Biddle (izquierda) y Jack Biddle, c. 1901.

Los hermanos John E. «Jack» Biddle (8 de enero de 1872-1 de febrero de 1902) y Edward C. «Ed» Biddle (27 de diciembre de 1876-1 de febrero de 1902) fueron prisioneros condenados que escaparon de la cárcel del condado de Allegheny en Pittsburgh, Pensilvania, utilizando herramientas y armas proporcionadas por Kate Soffel (27 de junio de 1867-30 de agosto de 1909), la esposa del alcaide quien huyó con ellos. Durante la posterior persecución y captura, Soffel resultó herida, y los hermanos fallecieron tras un enfrentamiento con la policía.
El incidente es la base de la película de 1984 Mrs. Soffel, una historia real.

## Antecedentes
Jack y Ed Biddle nacieron el 8 de enero de 1872 y el 27 de diciembre de 1876 respectivamente en Anderdon Township, condado de Essex, Ontario (ahora parte de Amherstburg, Ontario), hijos de George Biddle y Mary Ann McQuaide. Soffel nació como Anna Katharina Dietrich en Pittsburgh, Pensilvania.
Los Biddle fueron arrestados el 12 de abril de 1901 en una casa en el condado de Allegheny, Pensilvania, como líderes de la «pandilla del cloroformo», que durante más de un año había estado dominando a sus víctimas con cloroformo o éter y luego robándolas. Juzgados y condenados el 12 de diciembre de 1901 por el asesinato de un comerciante de Mt. Washington, fueron encarcelados en la cárcel del condado de Allegheny en espera de ser colgados.

## Escape
Kate Soffel, esposa del director Peter Soffel, entró frecuentemente en contacto con prisioneros en sus esfuerzos por rehabilitarlos. Se enamoró de Ed Biddle y finalmente aceptó ayudar a los hermanos a escapar pasándoles de contrabando sierras y armas.
Los hermanos cortaron agujeros en los barrotes de sus celdas, y a las 4 am del 29 de enero de 1902 uno de ellos gritó que su hermano estaba enfermo. Cuando un guardia se acercó, Jack Biddle se lanzó a través de la abertura entre los barrotes y, agarrando al guardia por la cintura, lo arrojó por encima de una barandilla al suelo de piedra, 16 pies más abajo. Ed Biddle disparó e hirió a un segundo guardia.
Los Biddle encerraron a los guardias heridos y al tercer guardia de servicio en la «mazmorra» de la prisión. Después de cambiarse el mono de prisión por la ropa de calle de los guardias, salieron de la prisión para encontrarse con Soffel. Sólo en el cambio de turno de la 6 am de los guardias se descubrió la fuga.

## Persecución y recaptura

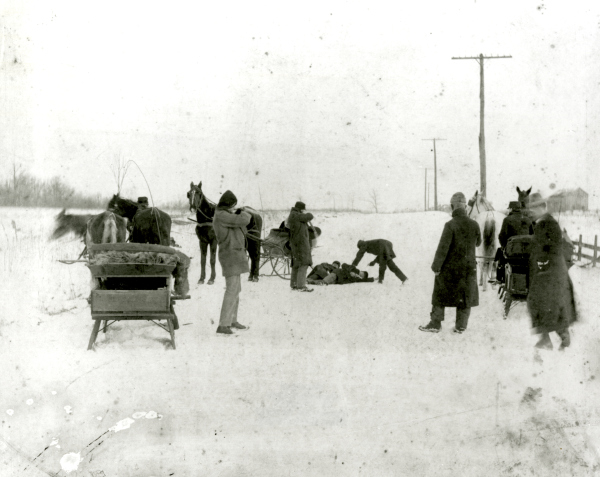
Captura de los hermanos Biddle, 31 de enero de 1902, que muestra el trineo en el que ellos y Soffel habían intentado escapar de las autoridades.

Los tres tomaron un tranvía hasta West View, Pensilvania, luego caminaron una milla hasta una granja en la Ruta 19 de los Estados Unidos en Pensilvania, donde robaron un trineo y una escopeta y se dirigieron al condado de Butler.
Mientras tanto, Charles «Buck» McGovern (uno de los detectives que arrestó originalmente a los Biddle) reunió un grupo, asumiendo que los fugitivos se dirigían a Canadá y seguirían caminos secundarios. 
McGovern colocó a sus hombres en Graham Farm en el condado de Butler y esperó. Después de un tiempo, los hermanos se acercaron y detuvieron el trineo al darse cuenta de que estaban rodeados. Uno de los detectives contó la historia:

Los Biddle estaban sentados en el lado derecho del trineo. La señora Soffel estaba en el lado izquierdo. «Levanten las manos y ríndanse», ordenó el detective McGovern. Ed Biddle saltó de su asiento y, levantando una escopeta, le disparó a McGovern. Apuntó mal y el disparo se perdió en el camino junto a McGovern. Los detectives McGovern y Roach descargaron sus Winchesters contra Ed Biddle. Ambos disparos surtieron efecto. Jack Biddle se levantó del asiento y disparó su revólver contra los tres oficiales. El detective Swineheart se acomodó y disparó con un revólver al hombre. La bala hizo efecto en el brazo de Biddle. Entonces todos los detectives abrieron fuego contra los Biddle. Los disparos los derribaron del trineo. Ed cayó despatarrado sobre la nieve y Jack cayó encima de él.

Sin embargo, este relato entra en conflicto con el de Jack Biddle:

Cuando vimos a los agentes venir hacia nosotros en la carretera ayer por la tarde, supimos que todo había terminado. No disparamos un tiro contra los agentes, pero acordamos suicidarnos. Me pegué un tiro en la boca. Ed se pegó un tiro en el corazón, y [Kate Soffel] se pegó un tiro en el pecho. Sabíamos que no teníamos ninguna posibilidad de escapar y sabíamos que nos colgarían si nos atrapaban, y por eso queríamos suicidarnos.

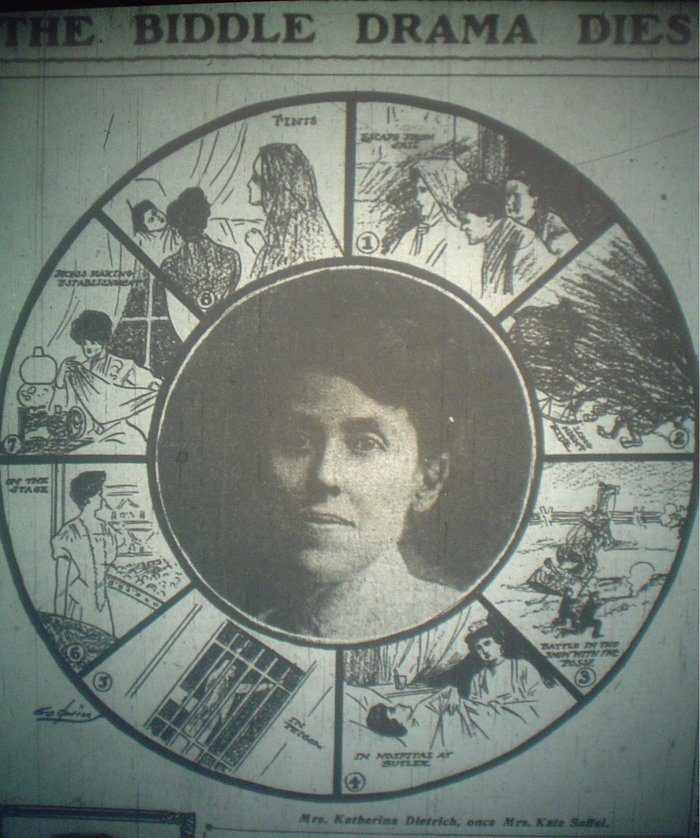
The Pittsburgh Dispatch el día después de la muerte de Soffel.

Lo que sucedió exactamente durante el enfrentamiento es incierto, pero es posible que la policía haya abierto fuego contra Soffel y los Biddle cuando intentaron suicidarse. Más tarde, los periodistas describieron a Jack Biddle como «plagado de perdigones», mencionando que los Biddle estaban armados con una escopeta, pero afirmaron que la policía solo llevaba revólveres y rifles.
Cuando los detectives se acercaron a los hermanos heridos, Kate Soffel yacía cerca de ellos; ella se había pegado un tiro. Los detectives creyeron que Ed Biddle estaba buscando una pistola, por lo que le dispararon de nuevo, y McGovern disparó a los hermanos hasta que el cargador de su rifle quedó vacío.
Los tres fueron llevados a la cárcel de Butler, donde los hermanos fueron colocados en celdas contiguas. Allí, Jack negó haber matado al comerciante de Mt. Washington y a un detective que había sido asesinado a tiros durante el arresto de los Biddle.

## Muerte y entierro de los hermanos Biddle
Ed había sufrido tres heridas de bala y Jack fue descrito como «plagado de balazos». Jack murió a las 7:35 pm del 1 de febrero – el tercer día después del tiroteo – y Ed, que había estado prácticamente inconsciente la mayor parte del tiempo, murió a las 11 pm. 
Los cuerpos de los hermanos fueron devueltos a Pittsburgh, donde fueron recibidos por una gran multitud: se habían convertido en celebridades locales. Miles de personas asistieron al espectáculo, algunos creyendo que eran inocentes. Fueron enterrados en el Cementerio del Calvario el 5 de febrero de 1902. Originalmente, la tumba no estaba marcada debido a que Ed Biddle se suicidó y el suicidio estaba prohibido por la Iglesia católica, por lo tanto, los hermanos Biddle solo pueden ser enterrados en la sección de la ladera más occidental, la Sección 1 dentro del Cementerio del Calvario.
En 1983, durante el rodaje de Mrs. Soffel, una historia real, Ron Nyswaner, residente del condado de Greene, Pensilvania y guionista, hizo arreglos para que MGM erigiera una lápida. La lápida está inscrita con los nombres y fechas de muerte, así como el último verso del poema escrito por Ed Biddle; el poema fue escrito para Julia Foster, hija del antiguo consejero espiritual de Biddle, el Rev. F. N. Foster, no como lo que la película Mrs. Soffel implicó que Ed Biddle se lo escribió a la Sra. Soffel.

## Vida posterior de Soffel
Después de recuperarse de su herida de bala y posible neumonía, Soffel fue devuelta a Pittsburgh, donde confesó haber ayudado a escapar a los Biddle y recibió una sentencia de dos años el 10 de mayo de 1902 en la Penitenciaría Occidental, pero su sentencia fue reducida en cinco meses debido a su buen comportamiento, y fue puesta en libertad en diciembre de 1903.
Retirado de su trabajo como director, el marido de Soffel se divorció de su esposa en 1903, y se volvió a casar en febrero de 1907, y se mudó con los hijos de la pareja a Canton, Ohio; murió el 11 de septiembre de 1936.
Kate Soffel intentó brevemente protagonizar el drama A Desperate Chance después de ser liberada en diciembre de 1903, pero la producción fue, según el New York Times, «prohibida por el Tribunal del Condado de Fayette». Más tarde, Soffel regresó a Pittsburgh y residió en el lado norte (entonces llamado Ciudad de Allegheny) y se dedicó a la confección y, a veces, usaba su apellido de soltera, Dietrich, o se hacía llamar Katherine Miller (siendo Miller el nombre de un cuñado). Murió de fiebre tifoidea el 30 de agosto de 1909, y fue enterrada en la tumba anónima de su madre dos días después en el cementerio Smithfield East End.

## Legado
El caso de los Biddle y la Sra. Soffel fue considerado a veces como el primer «crimen del siglo», y causó gran sensación que la esposa del alcaide se escapara con dos criminales notorios en aquel entonces, e inspiró una serie de obras de teatro y otras obras sobre ellos, y uno de los libros más famosos fue The Biddle Boys and Mrs. Soffel: The Great Pittsburgh Tragedy and Romance de Arthur Forrest, apenas unos años después del caso en 1902.
En 1984, MGM estrenó la película Mrs. Soffel, una historia real y fue protagonizada por Diane Keaton como Kate Soffel, Mel Gibson como Ed Biddle y Matthew Modine como Jack Biddle, y la producción tuvo lugar en la antigua cárcel del condado de Allegheny durante tres días, y luego en otras partes de Wisconsin y Toronto. La película fue una de las que muestra escenas del interior de la antigua cárcel del condado de Allegheny antes de que fuera cerrada en 1995, y los prisioneros allí fueron utilizados como extras en la película.
En 2001, se representó en Pittsburgh una ópera lírica titulada The Biddle Boys and Mrs. Soffel de Jeremy Beck, y se puede acceder a extractos de la obra tanto en el sitio web Beckmusic.org como en YouTube.
En 2002, el profesor emérito de la Universidad de Pittsburgh, William E. Coles Jr., publicó el libro Compass in the Blood, ficcionalizando su propia experiencia al investigar el caso Biddle-Soffel y buscar el lugar de descanso final de la Sra. Soffel.